# Horace Panter
Horace Panter, rodným jménem Stephen Graham Panter (* 30. srpna 1953), též známý jako Sir Horace Gentleman je baskytarista britské skupiny The Specials.

## Život
Stephen Graham Panter se narodil 30. srpna 1953 v Croydonu v hrabství Surrey. Mládí strávil v Ketteringu v hrabství Northamptonshire. V roce 1971 se zúčastnil ročního uměleckého kursu na Northampton College a o rok později začal studovat výtvarné umění na Lanchester Polytechnic, nyní známé jako Coventry University. V druhém ročníku se seznámil s Jerrym Dammersem a společně založili The Specials. Kapela hrála v barech v Coventry a poté vydala svůj první singl „Gangsters“. V roce 1981 se The Specials rozpadli a Panter začal hrát s General Public. V devadesátých letech se The Specials znovu dali dohromady. Poté založil bluesovou kapelu Box of Blues. V letech 1998–2008 vyučoval umění pro děti se speciálními potřebami na Corley Special School. V současnosti je členem obnovených The Specials a také hraje v bluesové kapele Blues 2 Go.